# Gyropaigne kosmos
Gyropaigne kosmos, secondo una classificazione filogenetica (Skuja, 1939) è una specie del supergruppo Excavata appartenente alla famiglia Astasiaceae.

## Caratteristiche
Gyropaigne kosmos vive esclusivamente in acqua dolce, ed è stata ritrovata in uno stagno nell'orto botanico dell'Università di Riga, Vidzeme, Lettonia, da Skuja nel 1939.
È stata la prima specie del genere Gyropaigne ad essere individuata.
Altri ritrovmenti avvennero nel sud della Germania a opera di Martin Kreutz, che afferma: "Finora ho trovato Gyropaigne kosmos esclusivamente nel Simmelried, principalmente tra piante in decomposizione. Grazie alle sue nervature distinte, che corrono in senso orario a spirale, questo flagellato è evidente anche a bassi ingrandimenti. Insieme ad altri generi saprofiti come Rhabdomonas o Menoidium appartiene alle Euglenophyceae. Spesso le celle sono fortemente piene di grani di paramylon e brillano intensamente in DIC, mentre appaiono nere nell'illuminazione in campo chiaro. Nella mia esperienza, le cellule sono abbastanza sensibili al vetrino coprioggetti e perdono rapidamente il flagello. Come lo descrisse Skuja, le nervature longitudinali hanno sempre piccoli grani di paramylon disposti in file."
Può essere paragonato alla specie tipo del genere Gyropaigne brasiliensis (C.E.M.Bicudo & D.M.Bicudo, 1987), da cui si distingue per la forma degli individui e per le cellule non appiattite.

## Classificazioni alternative
Nonostante gli autori nel complesso sono concordi sulla posizione tassonomica di questo genere tra le Astasiaceae. BOURRELL Y (1985), invece, collocò Gyropaigne tra le Euglenaceae.
Una classificazione ormai obsoleta inserisce questo genere nella famiglia delle Astasiidae, sottordine Rhabdomonadina, ordine Natomonadida, sottoclasse Anisonemia, classe Peranemea, superclasse Spirocuta, infraphylum Dipilida, subphylum Euglenoida, phylum Euglenozoa, sottoregno Eozoa, Regno Protozoa, finché non si è scoperto che tali gruppi sono parafiletici..